# Zhemi Lahuzu Xiang
Zhemi Lahuzu Xiang (kinesiska: 者米, 者米拉祜族乡) är en socken i Kina. Den ligger i provinsen Yunnan, i den sydvästra delen av landet, omkring 250 kilometer söder om provinshuvudstaden Kunming. Antalet invånare är 22 481. Befolkningen består av 10 853 kvinnor och 11 628 män. Barn under 15 år utgör 27,0 %, vuxna 15-64 år 66 %, och äldre över 65 år 5,0 %.
Genomsnittlig årsnederbörd är 2 350 millimeter. Den regnigaste månaden är juli, med i genomsnitt 541 mm nederbörd, och den torraste är februari, med 32 mm nederbörd.